# ローザンヌ室内管弦楽団
ローザンヌ室内管弦楽団（ローザンヌしつないかんげんがくだん、フランス語: Orchestre de Chambre de Lausanne）は、スイス・ローザンヌを本拠地とする室内オーケストラである。

## 沿革
1942年にスイス・ロマンド放送の協力の下、ヴィクトル・デザルツェンスにより設立された。デザルツェンスはその後約30年指揮者を務めた。
現代音楽や異なる音楽ジャンルにも意欲的で、例えば2010年には委嘱作品としてスイス人サキソホン奏者のダニエル・シュナイダー作曲による「クラリネットとオーケストラのための協奏曲 ”MATRIX 21”」（アメリカのジャズ・クラリネット奏者エディ・ダニエルズのために作曲・献呈）を採用、ツァハリアス指揮によって世界初演された。

## 録音
主なレコーディングは、ミシェル・コルボ指揮でJ・S・バッハの各種宗教曲集、ジョルダン指揮マリア・ジョアン・ピレシュ独奏でモーツァルトのピアノ協奏曲集、ロペス＝コボス指揮でハイドン交響曲集やロッシーニの歌劇「アルジェのイタリア女」「セビリアの理髪師」やレスピーギ「リュートのための古風な舞曲とアリア」、ツァハリアス指揮・独奏でモーツァルトのピアノ協奏曲集、ロヴロ・フォン・マタチッチ指揮でベートーヴェンの交響曲第6番などがある。

## 組織

### 歴代指揮者
- 1942～1972年：ヴィクトル・デザルツェンス
- 1973～1985年：アルミン・ジョルダン
- 1985～1990年：ローレンス・フォスター
- 1990～2000年：ヘスス・ロペス＝コボス
- 2000～2013年：クリスティアン・ツァハリアスが芸術監督兼首席指揮者。
- 2014～2021年：ジョシュア・ワイラースタイン
- 2021年～：ルノー・カピュソン